# Zvirče
Zvirče – wieś w Słowenii, w gminie Tržič. W 2018 roku liczyła 407 mieszkańców.